# 城 (蟹江町)
城（しろ）は、愛知県蟹江町の地名。

## 地理

### 河川・池沼
- 蟹江川

### 交通
- 愛知県道114号津島蟹江線
- 愛知県道103号境政成新田蟹江線
- 近鉄名古屋線

### 施設
- 蟹江町立蟹江小学校
- 富吉神社
- 甘強酒造本社
- Yストア蟹江食品舘
- 蟹江神明社
- 中之町公民館
- あいち銀行蟹江中央支店
- 秋葉神社
- 蟹江保育所
- 蟹江愛昇殿
- 蟹江警察署蟹江交番
- いちい信用金庫蟹江支店
- 蟹江町産業文化会館
- 蟹江町歴史民俗資料館
- 蟹江中央児童公園
- 蟹江城跡

## 歴史

### 人口の変遷
国勢調査による人口および世帯数の推移。
| 2020年（令和2年） | 87世帯 225人 |  |

### WEB
1. ↑  “愛知県海部郡蟹江町の町丁・字一覧”.   人口統計ラボ. 2024年4月25日閲覧。
2. 1 2  総務省統計局 (2022年2月10日). “令和2年国勢調査の調査結果(e-Stat) - 男女別人口，外国人人口及び世帯数－町丁・字等” (CSV). 2023年8月2日閲覧。
3. ↑  “読み仮名データの促音・拗音を小書きで表記するもの(zip形式) 愛知県” (zip).   日本郵便 (2024年2月29日). 2024年3月26日閲覧。
4. ↑  “市外局番の一覧” (PDF).   総務省 (2022年3月1日). 2022年3月22日閲覧。
5. ↑  “ナンバープレートについて”.   一般社団法人愛知県自動車会議所. 2024年1月21日閲覧。